# Maria Potrzeba

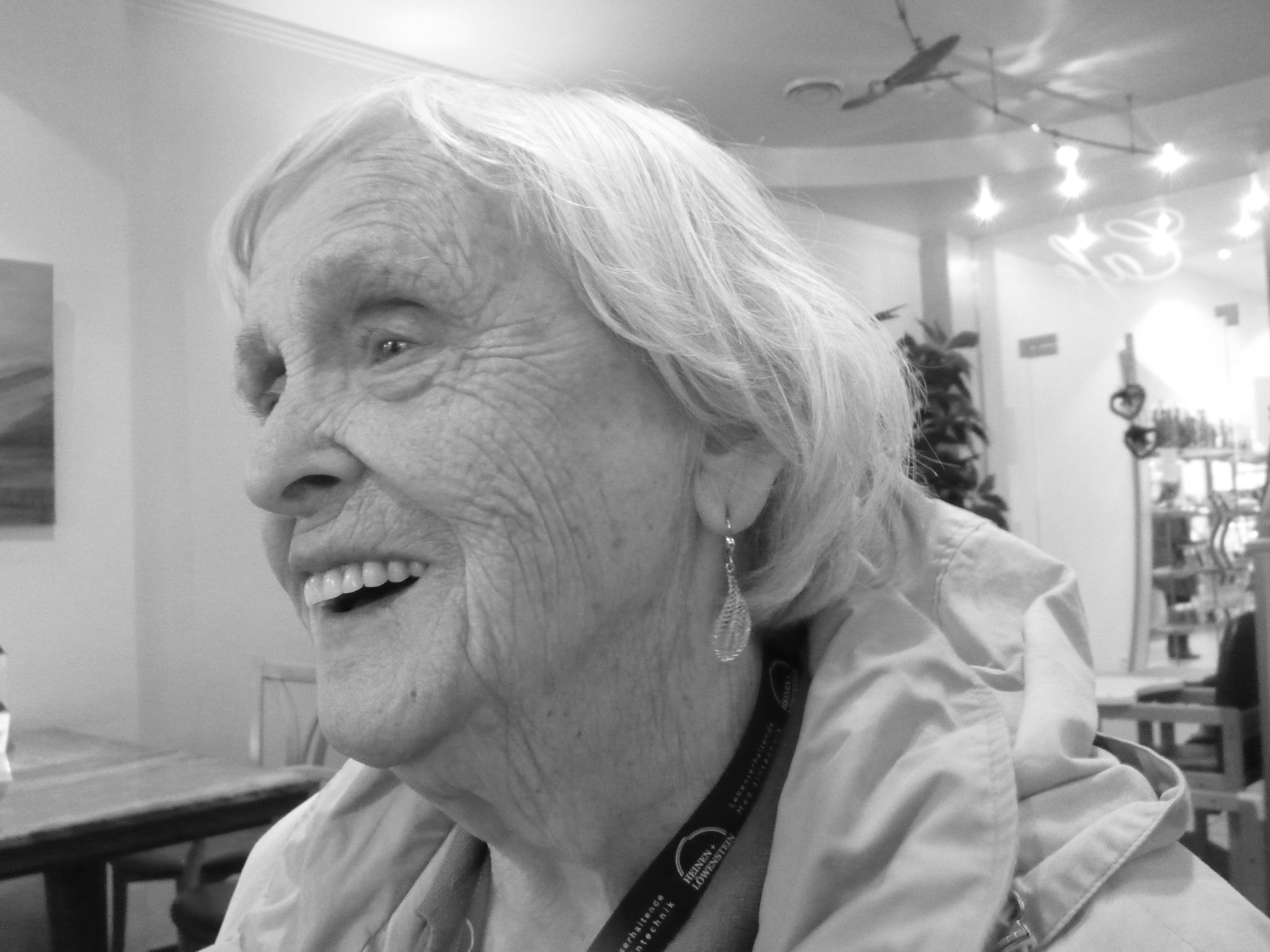
Maria Potrzeba

Maria Potrzeba (geboren am 1. April 1927 in Asbeck im Münsterland als Maria Kösters; gestorben am 25. Februar 2017) war eine deutsche Erzieherin, die im Alter von 14 Jahren in das sogenannte Fürsorgesystem der Nationalsozialisten geriet und in das Jugendkonzentrationslager für Mädchen und junge Frauen Uckermark deportiert wurde. Ihr wurde vorgeworfen, eine Beziehung zu einem polnischen Zwangsarbeiter gehabt zu haben. Gemäß den sogenannten Polen-Erlassen bedeutete dies, dass allein die Beschuldigung einer Straftat gleichkam.

## Leben und Wirken
Maria Potrzeba wuchs zusammen mit elf Geschwistern auf einem kleinen Bauernhof im Münsterland auf. Die Eltern starben kurz hintereinander; im Alter von 12 Jahren war sie Vollwaise und kümmerte sich um jüngere Geschwister. Im Herbst 1941 wurde ihr von der Gestapo vorgeworfen, eine sexuelle Beziehung zu dem polnischen Zwangsarbeiter Florian Spionska zu haben. Sie wurde von der Gestapo mit dem Vorwurf „Geschlechtsverkehr mit einem polnischen Zwangsarbeiter“ vorgeladen. 1942 wurde sie im Alter von 14 Jahren von der Gestapo gewaltvoll verhört und gezwungen, ein Geständnis zu unterschreiben, dass sie eine sexuelle Beziehung zu dem polnischen Zwangsarbeiter habe. Die polnischen Zwangsarbeiter Florian Spionska und Josef Goryl wurden öffentlich gehängt. Maria Potrzeba wurde in verschiedene Erziehungsheime eingewiesen und im Januar 1943 in das Jugendkonzentrationslager für Mädchen und junge Frauen Uckermark deportiert, wo sie die Häftlingsnummer 290 bekam und unter unwürdigen Bedingungen leben musste. Im Oktober 1944 wurde sie in einem SS-Kinderheim zur Arbeit zwangsverpflichtet.
Hintergrund und Grundlage dieser repressiven Maßnahmen war die nationalsozialistische Rassenideologie mit Gesetzen, die Verkehr mit Fremdvölkischen regelten, wie das 1935 erlassene Gesetz zum Schutze des deutschen Blutes und der deutschen Ehre. Die sogenannten Polen-Erlasse, auch als März-Erlasse bekannt, kriminalisierten den Kontakt zwischen Deutschen und zumeist polnischen Zwangsarbeitenden.

### Nach dem Krieg
Nach Kriegsende kehrte Maria Potrzeba 1945 in ihr Heimatdorf Asbeck zurück und war Anfeindungen und Beschimpfungen durch die Bevölkerung als sogenanntes „Polenliebchen“ ausgesetzt. 1946 wurde sie von der Fürsorge vorgeladen und entging mit knapper Not einer Fürsorgeeinrichtung.
1952 heiratete sie, zog nach Herne und arbeitete als Tagesmutter.

### Spätere Jahre
Der Historikerin Gisela Schwarze ist es zu verdanken, dass Maria Potrzeba 1995 begann, in der Öffentlichkeit über ihre Geschichte und Verfolgung zu sprechen. Schwarze erkämpfte für Potrzeba und einige ihrer Freundinnen aus dem Jugendkonzentrationslager eine einmalige Entschädigungszahlung von 5000 DM und veröffentlichte deren Verfolgungsgeschichten. Nachdem sie 1995 einen Antrag auf Entschädigung gestellt hatte, bekam sie wochenlang anonyme Drohanrufe mit Forderungen, die Geschichte endlich ruhen zu lassen.
Der Dokumentarfilm „…dass das heute noch immer so ist“ – Kontinuitäten der Ausgrenzung von der Initiative für einen Gedenkort ehemaliges KZ Uckermark e.V., der gemeinsam mit der Österreichischen Lagergemeinschaft entstanden ist, zeigt die Geschichte von Verfolgung und Stigmatisierung sogenannter Asozialer im Nationalsozialismus. Dieser Film zeigt Interviews mit Nichten und Neffen von Maria Potrzeba; wie sie von der Verfolgung ihrer Tante erfahren haben und was die Geschichte für sie bedeutet.
Maria Potrzeba litt ihr ganzes Leben unter Panikattacken und hatte gesundheitliche Schäden durch die Inhaftierung. Sie starb am 25. Februar 2017 in Herne.

## Filme
- „…dass das heute noch immer so ist – Kontinuitäten der Ausgrenzung“ von der Initiative für einen Gedenkort ehemaliges KZ Uckermark e.V. und der Österreichischen Lagergemeinschaft Dokumentarfilm, 60 Min., 2016